# Rona de Jos
Rona de Jos é uma comuna romena localizada no distrito de Maramureș, na região histórica da Transilvânia. A comuna possui uma área de 22 km² e sua população era de 2055 habitantes segundo o censo de 2007.